# Xu Shaoying
Xu Shaoying (chino= 徐绍瑛), es un actor chino.

## Carrera
En enero del 2020 se unió al elenco de la serie Eternal Love of Dream (también conocida como "Three Lives, Three Worlds, The Pillow Book") donde interpretó a Ye Qingti, un general y leal subordinado del Emperador Song Xuanren (Vengo Gao) que se enamora de Bai Xiaojiu (Dilraba Dilmurat), a quien protege con su vida.
Ese mismo año se unirá al elenco recurrente de la serie Miss S donde dará vida a Lao Song.
También se unirá al elenco recurrente de la serie Twenty Your Life On (también conocida como "Twenty Not Confused") donde interpretará a Xiong Zhi.
Así como al elenco recurrente de la serie Records of the Southern Mist House (también conocida como "The Love of Hypnosis") donde dará vida a An Shuo.

## Filmografía

### Series de televisión
| Año             | Título                             | Personaje | Notas |
| --------------- | ---------------------------------- | --------- | ----- |
| 2020 - presente | Records of the Southern Mist House | An Shuo   |       |
| 2020 - presente | Twenty Your Life On (二十不惑)     | Xiong Zhi |       |
| 2020 - presente | Miss S (爱思小姐探案集)            | Lao Song  |       |
| 2020 - presente | People's Property (人民的财产)     | Ren Sanxi |       |
| 2020 - presente | Trident (三叉戟)                   | Lu Zheng  |       |
| 2020            | Eternal Love of Dream              | Ye Qingti |       |
| 2019            | The Glorious Era (光荣时代)        | -         |       |
| 2018            | The Rise of Phoenixes (天盛长歌)   | Guo Jun   |       |